# Interscope Records
Interscope Records er et amerikansk pladeselskab, ejet af Universal Music Group, og er en tredjedel Universal Music Groups Interscope-Geffen-A&M-gruppen.